# Viktors Iļjins
Viktors Iļjins (Daugavpils, 17 luglio 1991) è un cestista lettone.

## Palmarès
- Campionato lettone: 1

Valmiera: 2015-16